# 芒特喬治 (阿肯色州)
芒特喬治（英語：Mount George）是位於美國阿肯色州耶爾縣的一個非建制地區。該地的面積和人口皆未知。

## 地理
芒特喬治的座標為35°06′47″N 93°14′31″W / 35.11306°N 93.24194°W，而該地的平均海拔高度為106米（即348英尺）。